# MikuMikuDance
MikuMikuDance (abreviado como MMD) es un freeware en el cual se permite crear animaciones en 3D, poses y bailes, originalmente producidas para el personaje VOCALOID, Hatsune Miku. MikuMikuDance fue desarrollado por Yu Higuchi (HiguchiM) y ha pasado por significativas actualizaciones desde su creación. Su elaboración fue hecha como parte del proyecto "VPVP" (VOCALOID Promotion Video Project, por sus siglas en inglés).

## Visión general
El software permite a los usuarios importar modelos 3D (en formato .pmx o .pmd) dentro de un espacio virtual que puede ser movido y animado según se necesite. El posicionamiento de las figuras 3D y sus expresiones faciales pueden ser fácilmente moldeables (siempre y cuando el modelo disponga de los modificadores "facials"), así como también es posible aplicar información de movimientos (Motion Data) al modelo para hacerlo mover. Junto con los modelos, es posible añadir accesorios, escenarios y fondos, para crear ambientes, y efectos como brillos de la lente y AutoLuminous (un efecto que hace que los objetos brillen y se iluminen) se pueden aplicar, siempre y cuando el plugin MikuMikuEffect (MME) este instalado en la interfaz. Es posible añadir videos en formato .avi y archivos sonoros para crear videos musicales, o películas cortas. Los datos de movimiento usados para animar los personajes y los datos de poses usados para generar capturas, pueden exportarse como archivos .vmd (Vocaloid Motion Data) y .vpd (Vocaloid Pose Data), respectivamente. Los archivos exportados pueden ser compartidos con otros usuarios y utilizarse en otros softwares que soporten los formatos. El software también utiliza el motor de física Bullet. Los usuarios pueden utilizar Microsoft Kinect para generar capturas de movimiento. Los mapas de sombreado, renderizado de imágenes estáticas a diferentes formatos de imagen y renderizado de película a formato .avi, son algunas otras opciones posibles para el software.
Con la excepción de unos cuantos modelos, escenarios, datos de movimiento y accesorios que vienen con el software, todo contenido, incluyendo los modelos, está hecho y distribuido por los usuarios, significando que todas las reglas y restricciones (o carencias de los mismos) varían mucho de caso a caso. Las reglas de los modelos pueden ser encontradas en un archivo Readme ("léeme" en español), los cuales pueden ser un .txt, pdf o un archivo de página web. El creador del programa, HiguchiM, ha declarado que no puede hacer ninguna promesa de indicar cómo otros usuarios pueden o no utilizar los modelos, y se deslinda de toda responsabilidad relacionada con este tema. Los modelos creados por otros usuarios son a menudo disponibles para descarga pública. MikuMikuDance es exclusivamente un software de animación. Los modeladores usan softwares 3D como Blender o Metasequoia, para crear el modelo y un mapa UV de éste, mientras que la mayoría de conversión a MMD (como faciales, huesos y cuerpos físicos) está hecho con un programa hecho exclusivamente para la creación de modelos, PMD Editor o su sucesor PMX editor.
El software viene con un número pequeño de modelos de los Vocaloids de Crypton Future Media y una verja invisible, a qué efectos de partícula pueden ser sujetados a en MME, un escenario, algunos accesorios, y dos proyectos muestra de lo que MMD pueden hacer, en forma de archivos .pmm, el tipo de archivo en el que los proyectos son guardados. El software fue liberado originalmente solo en japonés, aun así una versión inglesa fue liberada en una fecha más tardía. Los vídeos que utilizan el software son regularmente vistos y subidos en sitios como Nico Nico Douga y YouTube y es popular entre seguidores y usuarios de Vocaloid. Muchas personas también compran revistas Windows100% quien da modelos exclusivos al público. Estos salen una vez cada mes y debido a popularidad, algunos modeladores suben a Internet éstos modelos en secreto, quedando al alcance de personas que incluso no pagaron por ellos. La mayoría de estos tienden a ser Vocaloid o modelos que no tiene un titular de copyright particular. Algunos modelos para Vocaloid también pueden ser utilizados para música Vocaloid, yendo en para ser utilizado por los estudios que trabajan con el Vocaloid software.
El 26 de mayo de 2011, las actualizaciones del software llegaron a su fin y la última versión fue liberada. En una declaración de prensa, el creador dejó el software en las manos de los seguidores para continuar construyendo el programa. A pesar de esto, el código de fuente no ha sido liberado, y el desarrollador no tiene ninguna intención de hacerlo, haciéndolo imposible para las personas continuar editando el software original. Aun así, hay programas alternativos con funcionalidad similar, como MikuMikuMoving (un sustituto de MMD que está siendo actualizado frecuentemente y tiene muchas de las características de MMD, así como formatos de archivo nuevos únicos del programa, soporte para el Oculus Rift y un nuevo UI, entre otras características), y el software libre, Blender.
Entre entonces y ahora, ha habido varias adiciones a MMD con la versión 7.39, principalmente la adición de la versión x64, el cual corre mejor que la versión normal y está diseñado para utilizar el poder de ordenadores 64-bites. Esto resulta en mejor rendimiento, más rápido el tiempo de renderizado, y calidad más alta, para nombrar unos cuantos.
Aun así, el 1 de junio del 2013, el creador de MikuMikuDance empezó para liberar actualizaciones para el programa muy de repente. Después de que empezó a liberar actualizaciones otra vez, ha habido 18 versiones así como versiones 64-bites de ellos: 7.39, 7.40, 7.41, 7.42, 7.43, 7.89, 7.90, 7.91, 7.94, 7.95, 7.96, 7.97, 7.98, 7.99, 8.00, 8.01, 8.02 y 8.03. Antes del 1 de junio, la versión más actualizada era la 7.39, el cual fue liberado el 26 de mayo de 2011. La mayoría de estas actualizaciones eran solo hechas para aumentar la compatibilidad con ordenadores más nuevos, y más avanzados modelos .pmx. Es desconocido por qué el creador empezó editar el software otra vez. El 17 de diciembre de 2014 la versión 9.26 fue liberada y es la más reciente hasta la fecha.
En diciembre de 2014, Sekai Project anunció que habían adquirido permiso para liberar MikuMikuDance en Steam. Sin embargo hasta la fecha no ha sido liberado.
La primera serie de anime televisivo que fue totalmente animada con el software, fue Straight Title Robot Anime (Chokkyuu Hyoudai Robotto Anime), estrenada el 5 de febrero del 2013.

## Tipos de Archivo asociados con MMD
MMD puede utilizar archivos de varios tipos diferentes.
| Formato de archivo | Nombre de Extensión de Archivo                   | Uso en MMD |
| ------------------ | ------------------------------------------------ | --- |
| .pmm               | Archivo PolygonMovieMaker                        | #MMD utiliza este formato para cargar o guardar escenas precargadas (conteniendo motion datas, stages, models, etc) |
| .emm               | Archivo de guardado de MME                       | MikuMikuEffect Utiliza este formato para precargar datos de efectos utilizados con anteoridad. |
| .fx                | Archivo de Efectos                               | MikuMikuEffect Utiliza este formato para abrir efectos para su uso en proyectos. |
| .x                 | Archivo de modelo DirectX                        | # En MMD, este se usa como formato para abrir archivos de accesorios, como una espada, un micrófono, etc, al igual que escenarios (stages) |
| .vmd               | Vocaloid Motion Data                             | # En MMD, estos archivos se usan para cargar "datos de movimiento" para modelos, accesorios, la cámara, efectos de luz, etc. |
| .vpd               | Vocaloid Pose Data                               | #En MMD se usa este formato cuándo abrimos archivos que almacenan una pose para modelos: su posicionamiento. |
| .avi               | Intercala de Audio y Vídeo                       | #MMD usa este formato al renderizar proyectos a vídeos, así como cuando cargas vídeos como fondo de un proyecto. |
| .bmp               | Imagen de Mapa de Bits                           | .bmp Es uno de los varios formatos de cuadro que MMD puede renderizar a screenshots. Estos archivos también puede ser cargados como fondo de un proyecto. |
| .jpg               | Imagen JPEG                                      | .jpg Es uno de los varios formatos de cuadro que MMD puede renderizar a screenshots. Estos archivos también puede ser cargados como fondo de un proyecto. |
| .png               | Imagen PNG                                       | .png Es uno de los varios formatos de cuadro que MMD puede renderizar a screenshots. Estos archivos también puede ser cargados como fondo de un proyecto. |
| .dds               | Superficie DirectDraw                            | .dds Es uno de los varios formatos de cuadro que MMD puede renderizar a screenshots. Estos archivos también puede ser cargados como fondo de un proyecto. |
| .dib               | Archivo Independiente de Mapa de Bits            | .dib Es uno de los varios formatos de cuadro que MMD puede renderizar a screenshots. Estos archivos también puede ser cargados como fondo de un proyecto. |
| .pfm               | Mapa de Flotador portátil                        | .pfm Es uno de los varios formatos de cuadro que MMD puede renderizar a screenshots. Estos archivos también puede ser cargados como fondo de un proyecto. |
| .hdr               | Archivo de Imagen de Alta Gama Dinámico          | .hdr Es uno de los varios formatos de cuadro que MMD puede renderizar a screenshots. Estos archivos también puede ser cargados como fondo de un proyecto. |
| .wav               | Archivo de Audio ONDULATORIO                     | #MMD usa el formato wav para agregar pistas de audio a los proyectos que también se pueden agregar en el renderizado (si el usuario lo desea). |
| .pmx               | Archivo de modelo MikuMikuDance                  | Muchos modelos (y algunos accesorios) para MMD utilizan el formato .pmx . Normalmente tienen morph's que puede alterar su aspecto en alguna manera. Los archivos pueden contener más datos que aquellos en formato .pmd. Se pueden alterar las transparencias de modelo, colores de los componentes en modelos, colocación de bones de modelo, etc. |
| .pmd               | Archivos de modelos para MikuMikuDance.          | Estos archivos son de modelos (y algunos accesorios) para MMD en formato .pmd. Normalmente tienen morph's que pueden alterar su aspecto en alguna manera. |
| .vac               | Archivo de Encuadres del accesorio MikuMikuDance | .vac Los archivos son los encuadres para accesorios en MMD. Pueden ser cargados automáticamente en un accesorio u otro tipo de modelo con el formato .x |
| .vsq               | Archivo de Proyecto VOCALOID2                    | .vsq Los archivos son proyectos del motor de síntesis de voz, VOCALOID2 (VOCALOID3 guarda sus proyecta utilizando el más nuevo formato .vsqx). MMD puede cargar archivos .vsq y convertirlos a lipsync para los modelos. Sin embargo a partir de MMD ver. 8.03, Los archivos . vsqx no son apoyados.                                                |

## Copyright
El software fue liberado como freeware. Los modelos Vocaloid proporcionados con el software son sujetos al Licencia de Carácter PiaPro, y no puede ser utilizado sin permiso para usos comerciales. A pesar de que el software está distribuido libremente, los modelos se liberan independientemente del software. El programa incluye por defecto a las mascotas de Crypton Future Media: Hatsune Miku, Kagamine Rin, Kagamine Len, Kaito, Meiko, y Megurine Luka y a sus subproductos Yowane Haku, y Akita Neru.

## Juego mmd relacionado
MMD también tiene un freeware relacionado llamado DanceXMixer donde los personajes pueden ser hechos por cualquier persona de cualquier manera y los escenarios interiores y exteriores existen. Para traer personajes a la vida, les puedes hacer cantar, bailar, hablar y otros tipos de movimiento.